# Kevin Padian
Kevin Padian, né le 12 mars 1951, est un paléontologue américain spécialiste de la biologie intégrative. Il a été conservateur du muséum de paléontologie de l'université de Californie à Berkeley.

## Biographie
Il s'est particulièrement intéressé à l'évolution des vertébrés, surtout à l'origine du vol des oiseaux et des ptérosaures. Il a publié plus de 100 articles scientifiques. En 2003, il a reçu le Carl Sagan Prize for Science Popularization pour ces efforts de vulgarisation scientifique. En 2007 il est nommé membre de l'Association américaine pour l'avancement de la science.
Il est intervenu comme témoin lors du procès Kitzmiller v. Dover Area School où est mis en cause l'enseignement de l'intelligent design dans les écoles publiques américaine, son intervention a été citée plusieurs fois dans la décision du tribunal.
En 2009, Kevin Padian étudie les empreintes de la plage aux ptérosaures en France et évoque un atterrissage aérien d'un ptérosaure avec ses deux « pieds » côte à côte puis, après un saut, ses deux « mains » sont utilisées et le ptérosaure commence à marcher à quatre pattes. Pour sa part le paléontologue David Unwin n'exclue pas qu'il pourrait s'agir de traces de nage. Padian répond alors que les traces seraient moins franches, moins marquées.

### Affaire Kitzmiller v. Dover Area School District
- Expert Report from Kevin Padian, Paleontologist
- Deposition of Kevin Padian
- Trial transcripts (Day 9, October 14, 2005):
  - Kevin Padian - Direct examination (p. 42)
  - Kevin Padian - Direct examination (continued) (p. 4)
  - Kevin Padian - Cross examination (p. 52)
  - Kevin Padian - Redirect examination (p. 128)